# Max Payne (personnage)
Pour les articles homonymes, voir Max Payne (homonymie).
Max Payne est le personnage central et éponyme du jeu vidéo Max Payne, de ses suites Max Payne 2 et Max Payne 3, et de l'adaptation cinématographique Max Payne. Il a été créé en 2001 par Sam Lake pour la sortie du premier jeu. Max Payne est un policier, puis après avoir combattu la Valkyrie, il devient détective aux côtés de Jim Bravura.
Max Payne est un personnage très sombre depuis le jour où sa famille a été assassinée. Il ne vivra alors que pour la venger.

## Description de Max Payne
Max Payne est habillé en sombre, veste en cuir noir, chemise hawaïenne rouge et beige ouverte (puis chemise blanche et cravate dans le numéro 2) avec T-shirt blanc, collier avec médaillon, pantalon noir, et chaussures style Doc Marten's. On constate nettement que Max porte toujours son alliance à son annulaire gauche.

## Armes de Max Payne

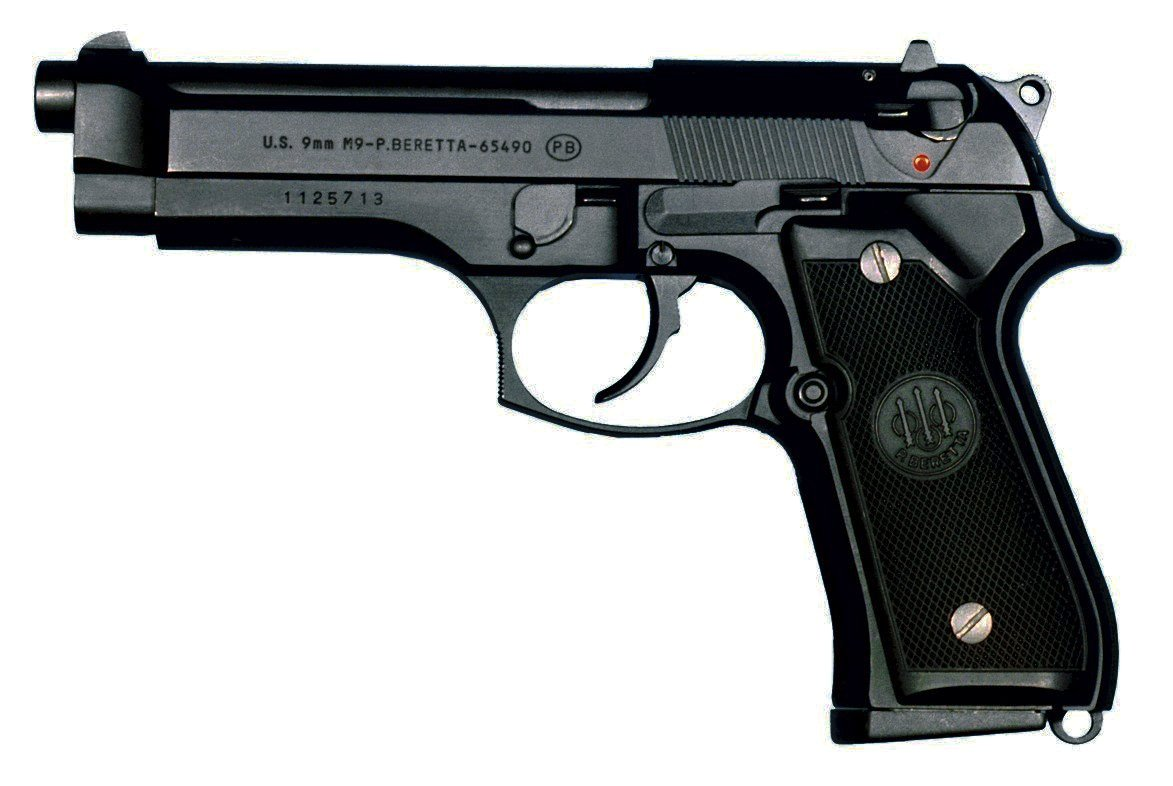
Beretta 92, Arme favorite de Max

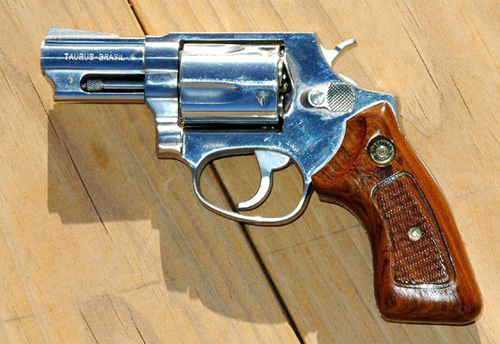
un Taurus-605 2e Arme de Max

Il utilise un Beretta 92. Mais il possède aussi une arme de secours, un révolver Taurus.
Il a parfois des armes plus lourdes comme un fusil a pompe, parfois un Mossberg 500.

## Jeux vidéo

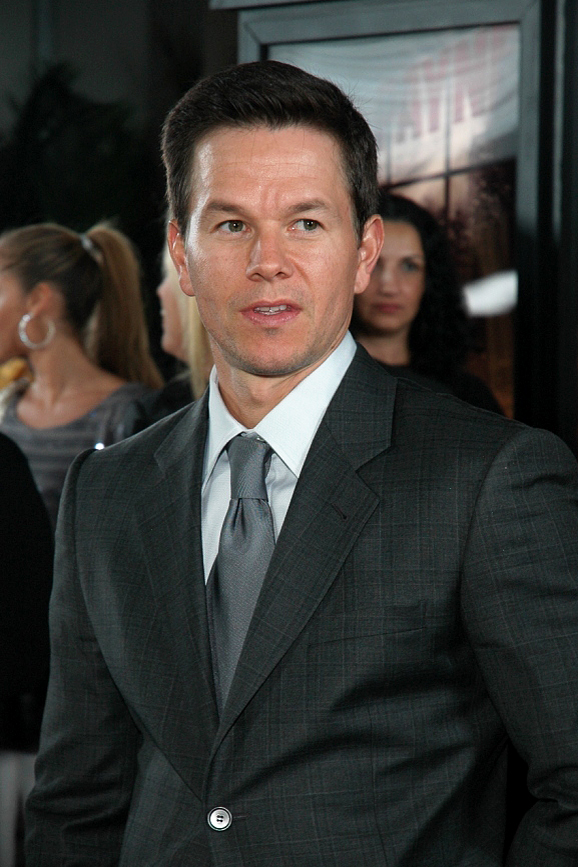
Mark Wahlberg, l'acteur choisi pour incarner Max Payne à l'écran.

Dans les jeux, Max Payne est doublé par James McCaffrey.

### Max Payne
Dans ce jeu, sorti en 2001, Max Payne est dessiné d'après Sam Lake, le scénariste du jeu.

### Max Payne 2: The Fall of Max Payne
Dans cette suite, sortie en 2003, il est dessiné d'après Timothy Gibbs.

## Film
Dans ce film, sorti en 2008, Max Payne est interprété par Mark Wahlberg.